# 瓜罗
瓜罗，是西班牙安达卢西亚自治区马拉加省的一个市镇。 总面积22平方公里，总人口2034人（2001年），人口密度92人/平方公里。